# 文花
文花（ぶんか）は、東京都墨田区の地名。住居表示実施済み。現行行政地名は文花一丁目から文花三丁目。

## 地理
文花は墨田区の地理的中央部に位置する。墨田区役所の東方約1.5kmにある。北の一部で八広、東で立花、南は北十間川を挟んで対岸に江東区亀戸、西は押上、北西は京島。町域の南辺の北十間川をもって墨田区 - 江東区境とする。地区の北辺および東辺を明治通り、南辺を浅草通り、西辺を十間橋通りと接する。町域の南西部に文花一丁目、南西部に同二丁目、地区中央を東西に横断する東武鉄道の鉄道路線をもって北側に同三丁目が並ぶ。

### 河川
- 北十間川

### 地価
住宅地の地価は、2025年（令和7年）1月1日の公示地価によれば、文花1-22-1の地点で43万5000円/m2となっている。

## 歴史

### 地名の由来
文教施設が多いことから「文」、吾嬬神社の祭神弟橘媛から「花」をとり、「文花」と掛けた。吾嬬神社がある立花の地名も弟橘媛に由来する。

### 沿革
- 1966年（昭和41年）住居表示により文花一～三丁目が誕生した。

## 世帯数と人口
2025年（令和7年）3月1日現在（墨田区発表）の世帯数と人口は以下の通りである。
| 丁目       | 世帯数    | 人口     |
| ---------- | --------- | -------- |
| 文花一丁目 | 2,894世帯 | 5,169人  |
| 文花二丁目 | 1,433世帯 | 2,465人  |
| 文花三丁目 | 1,275世帯 | 2,671人  |
| 計         | 5,602世帯 | 10,305人 |

### 人口の変遷
国勢調査による人口の推移。
| 年                 | 人口   |
| ------------------ | ------ |
| 1995年（平成7年）  | 9,176  |
| 2000年（平成12年） | 8,792  |
| 2005年（平成17年） | 10,029 |
| 2010年（平成22年） | 10,731 |
| 2015年（平成27年） | 10,537 |
| 2020年（令和2年）  | 10,598 |

### 世帯数の変遷
国勢調査による世帯数の推移。
| 年                 | 世帯数 |
| ------------------ | ------ |
| 1995年（平成7年）  | 3,661  |
| 2000年（平成12年） | 3,825  |
| 2005年（平成17年） | 4,402  |
| 2010年（平成22年） | 4,790  |
| 2015年（平成27年） | 4,856  |
| 2020年（令和2年）  | 5,158  |

## 学区
区立小・中学校に通う場合、学区は以下の通りとなる（2022年9月時点）。
| 丁目       | 番地         | 小学校                     | 中学校                 | 備考                                                  |
| ---------- | ------------ | -------------------------- | ---------------------- | ----------------------------------------------------- |
| 文花一丁目 | 全域         | 墨田区立押上小学校         | 墨田区立文花中学校     |                                                       |
| 文花二丁目 | 11〜19番     | 墨田区立押上小学校         | 墨田区立文花中学校     |                                                       |
| 文花二丁目 | 1〜10番 20番 | 墨田区立立花吾嬬の森小学校 | 墨田区立吾嬬立花中学校 |                                                       |
| 文花三丁目 | 21〜23番     | 墨田区立東吾嬬小学校       | 墨田区立吾嬬立花中学校 |                                                       |
| 文花三丁目 | 24番         | 墨田区立中川小学校         | 墨田区立吾嬬立花中学校 |                                                       |
| 文花三丁目 | 1番          | 墨田区立第四吾嬬小学校     | 墨田区立文花中学校     | 調整区域により以下への変更が可能 ・墨田区立押上小学校 |
| 文花三丁目 | 2〜20番      | 墨田区立第四吾嬬小学校     | 墨田区立文花中学校     |                                                       |

## 交通

### 鉄道
- 東武鉄道
  - 東武亀戸線：小村井駅

### 道路・橋梁
道路
- 都道
  - 306号王子千住夢の島線（明治通り）
  - 453号本郷亀戸線（浅草通り）

橋梁
- 北十間川に架かる橋
  - 福神橋（都道306号線（明治通り））
  - 境橋
  - 十間橋

## 事業所
2021年（令和3年）現在の経済センサス調査による事業所数と従業員数は以下の通りである。
| 丁目       | 事業所数  | 従業員数 |
| ---------- | --------- | -------- |
| 文花一丁目 | 117事業所 | 971人    |
| 文花二丁目 | 92事業所  | 3,687人  |
| 文花三丁目 | 79事業所  | 1,069人  |
| 計         | 288事業所 | 5,727人  |

### 事業者数の変遷
経済センサスによる事業所数の推移。
| 年                 | 事業者数 |
| ------------------ | -------- |
| 2016年（平成28年） | 294      |
| 2021年（令和3年）  | 288      |

### 従業員数の変遷
経済センサスによる従業員数の推移。
| 年                 | 従業員数 |
| ------------------ | -------- |
| 2016年（平成28年） | 4,566    |
| 2021年（令和3年）  | 5,727    |

### 主な企業
- 花王すみだ事業場（東京工場）（文花二丁目）- 工場敷地内に花王神社がある。
- 不二硝子（文花二丁目）

## 施設

### 行政
- 墨田区役所文花出張所（文花一丁目）

### 治安
- 警視庁向島警察署（文花三丁目）

### 教育
- 区立保育園
  - 文花保育園
  - 福神橋保育園
- 社会福祉法人
  - 文花子育てひろば
- 大学
  - 千葉大学墨田サテライトキャンパス
- 専門職大学
  - iU 情報経営イノベーション専門職大学
- 区立中学校
  - 墨田区立文花中学校（文花一丁目）

### 児童館
- フレンドリープラザ 文花児童館

### 公園
- 文花公園
- あずま百樹園
- 文花宮前橋公園

### 植物園
- 香梅園ー平成六年に香取神社が氏子の協力を得て、境内に85種・120本の梅を植え「香梅園」として開園する。

　　　　　「呉服枝垂」や「緋の司枝垂」などが見所。
- 区立緑と花の学習園ー園内には、約350種類の植物が植栽されている。

　　　　　　　　　　　花壇には、季節の花が植えられ潤いと安らぎを与えてくれます。木々は四季を感じさせてくれる。

## 神社・仏閣・史跡
- 香取神社ー香取神社はこの開拓者の氏神として永万元年（1165）に創建され、以来村の鎮守として崇められてきました。祭神は経津(ふつ)主(ぬしの)神(かみ)といい、武神であると同時に産業開発、開拓の神でもあり、香取神宮（千葉県）の分社です。境内にある由緒ある梅園「香梅園」では多様な梅が咲き乱れ、毎年梅まつりが開かれています。[16]

## その他

### 日本郵便
- 郵便番号 : 131-0044[3]（集配局 : 向島郵便局[17]）。